# Ignacio González Martí
Ignacio González Martí (Madrid, 1 de maig de 1860 - 15 de gener de 1931) fou un farmacèutic i físic espanyol, acadèmic de la Reial Acadèmia de Ciències Exactes, Físiques i Naturals.
Es va doctorar en ciències i farmàcia a la Universitat Central de Madrid, en la que va obtenir la càtedra de física general. Va exercir d'Inspector general i Director de l'Escola Oficial del Cos de Telègrafs. El 1903 fou un dels fundadores i primer secretari de la Reial Societat Espanyola de Física i Química. Elegit acadèmic de la Reial Acadèmia de Ciències Exactes, Físiques i Naturals el 1904, no en va prendre possessió fins a 1914 amb el discurs Algunas consideraciones acerca de la invariabilidad del átomo, como consecuencia de los actuales conocimientos.

## Obres
- Tratado de física general: Mecánica, físca molecular, termología (1904)
- Tratado de física general: Electrología, fotología, meterología (1905)